# Tetranodus copei
Tetranodus copei là một loài bọ cánh cứng trong họ Cerambycidae.